# Baku City Challenge 2012
 (avril 2023).
Si vous disposez d'ouvrages ou d'articles de référence ou si vous connaissez des sites web de qualité traitant du thème abordé ici, merci de compléter l'article en donnant les références utiles à sa vérifiabilité et en les liant à la section « Notes et références ».
Le Baku City Challenge 2012 est la 4e édition du City Challenge qui fait son grand retour après 2 ans d'absence. Cette course automobile de GT hors championnat est organisée pour la première fois sur un nouveau circuit urbain tracé dans les rues de Bakou, capitale de l'Azerbaïdjan. Cet événement regroupe 24 voitures de Grand Tourisme issues de plusieurs championnats tels que le Championnat du monde FIA GT1. Cette épreuve se déroule les 26, 27 et 28 octobre 2012.

## Contexte avant l'épreuve
C'est la 4e édition du City Challenge, après deux éditions dans les rues de Bucarest pour le Championnat FIA GT en 2007 et 2008, puis une autre édition sur le Hungaroring en 2009.
L'épreuve est disputée sur un tracé urbain temporaire, dans le centre-ville de Bakou. C'est la première épreuve de sport automobile d'envergure internationale à être organisée en Azerbaïdjan.
L'événement rassemble des équipes et des pilotes habitués du GT mais également des invités de marque comme Jacques Villeneuve.
La course aurait dû se dérouler trois semaines plus tôt mais l'organisation d'autres événements aussi important aurait eu pour conséquence de ne pas faire venir assez de spectateurs.

## Format
Le format de l'épreuve réservée aux GT représente une évolution par rapport aux épreuves habituelles. Chaque pilote (2 par voiture) disputera une séance d'essais chronos, puis une course sprint qualificative de 30 minutes. Le cumul des deux courses donnera la grille de départ de la finale. Celle-ci sera plus conforme au système en vigueur en championnat du Monde, avec une durée de 60 minutes et des changements de pneus et de pilote entre la 30e et la 37e minute. La différence est que les départs ne seront pas donnés lancés, mais arrêtés, comme en Formule 1.

## Programme
Vendredi 26 octobre
- 12 h : essais libres 1 (1 heure 30 minutes)
- 15 h 30 : essais libres 2 (1 heure 30 minutes)

Samedi 27 octobre
- 9 h 30 : essais qualificatifs 1 (pilote 1) (30 minutes)
- 11 h 15 : essais qualificatifs 2 (pilote 2) (30 minutes)
- 15 h 50 : course sprint 1 (pilote 1) (30 minutes)
- 16 h 50 : course sprint 2 (pilote 2) (30 minutes)

Dimanche 28 octobre
- 16 h 10 : Baku City Challenge (1 heure)

## Engagés
Liste des engagés provisoire publiée le 18 octobre 2012.
| Équipe                     | Voiture                         | N° | Pilote 1               | Pilote 2              |
| -------------------------- | ------------------------------- | -- | ---------------------- | --------------------- |
| Heico Motorsport           | Mercedes-Benz SLS AMG GT3       | 6  | Bernd Schneider        | Sergueï Afanassiev    |
| Heico Motorsport           | Mercedes-Benz SLS AMG GT3       | 7  | Maximilian Buhk        | Mike Parisy           |
| Mühlner Motorsport         | Porsche 911 GT3 R               | 8  | Mark J. Thomas         | Nick Tandy            |
| Mühlner Motorsport         | Porsche 911 GT3 R               | 9  | Karin Al Azhari        | Sean Edwards          |
| Rhino's Leipert Motorsport | Lamborghini Gallardo LP600+ GT3 | 11 | Eduard Leganov         | Remo Friberg          |
| Rhino's Leipert Motorsport | Lamborghini Gallardo LP600+ GT3 | 12 | Florian Spengler       | Marcel Leipert        |
| Molitor                    | Porsche 911 GT3                 | 14 | Elia Erhart            | Philipp Eng           |
| Molitor                    | Porsche 911 GT3                 | 15 | Felipe Fernàndez Laser | Tim Tews              |
| Hexis Racing               | McLaren MP4-12C GT3             | 17 | Frédéric Makowiecki    | Stef Dusseldorp       |
| Hexis Racing               | McLaren MP4-12C GT3             | 18 | Rob Bell               | Alvaro Parente        |
| Konrad Motorsport          | Porsche 911 GT3                 | 20 | Michael Christensen    | Christian Engelhart   |
| Konrad Motorsport          | Porsche 911 GT3                 | 21 | Archie Hamilton (pl)   | Franz Konrad          |
| RWT Racing Team            | Corvette ZR06                   | 27 | Gerd Beisel            | Mitch Mitländer       |
| RWT Racing Team            | Corvette ZR06                   | 28 | Jürgen Bender          | Jürg Aeberhard        |
| Vita4One                   | BMW Z4 GT3                      | 33 | Mathias Lauda          | Franck Kechele        |
| Vita4One                   | BMW Z4 GT3                      | 34 | Jacques Villeneuve     | Jos Verstappen        |
| Vita4One                   | BMW Z4 GT3                      | 35 | Yelmer Buurman         | Nikolaus Mayr-Melnhof |
| Easy Race                  | Ferrari F458 GT3                | 36 | Fabio Monschino        | Giacomo Barri         |
| Vita4One Team Italy        | Ferrari F458 GT3                | 57 | Matteo Bobbi           | Stefano Comandini     |
| Vita4One Team Italy        | Ferrari F458 GT3                | 58 | Louis Machiels (pl)    | Greg Franchi          |
| Motopark                   | Porsche 911 GT3                 | 66 | Timo Rumpfkeil         | Beitske Visser        |
| Attempto Racing            | Porsche 911 GT3                 | 88 | Nicki Thiim            | Philipp Frommenwiler  |
| Attempto Racing            | Porsche 911 GT3                 | 99 | Arkin Aka              |                       |
| Grasser Racing Team        | Lamborghini Gallardo LP600+ GT3 | 98 | Daniel Bohr            | Willy Toe             |